# My Little Girl
My Little Girl è un film statunitense di Connie Kaiserman del 1986.

## Trama
Una giovane ragazza, Franny, decide di lavorare in un centro per ragazze che non possono vivere con i genitori.